# ديريك نج
ديريك نج (بالإنجليزية: Derrick Ng) هو لاعب كرة الريشة كندي، ولد في 21 سبتمبر 1987 في فانكوفر في كندا.

## وصلات خارجية
- ديريك نج على موقع BWF.tournamentsoftware.com (الإنجليزية)
- ديريك نج على موقع BWFbadminton.com (الإنجليزية)
- ديريك نج على موقع اللجنة الأولمبية الكندية (الإنجليزية)
- ديريك نج على موقع اتحاد ألعاب الكومنولث (مؤرشف) (الإنجليزية)